# ワールドコンバット
『ワールドコンバット』（WORLD COMBAT）は2002年に日本でコナミより発売されたアーケード用ガンシューティングゲーム。外国での名前は「Warzaid」。
キャッチコピーは「あなたの友情、本物ですか？」

## 概略
従来のガンシューティングゲームは拳銃型のコントローラーが主流であったが、このゲームはアサルトライフル型のコントローラー（以下、「銃」と称する）を使用する。また、同一画面による4人同時プレイが可能となっている。
ガンコントローラの形状はH&K G3や64式小銃をオマージュしたような形状になっている。これは続編のウォートラン・トルーパーズでも同型のコントローラが使用された。
これまで戦争を題材として扱ったアーケード用ガンシューティングゲームはあまり存在しなかったが、このゲームは「戦争を扱うことによって、改めて戦争の愚かさ、馬鹿馬鹿しさを伝えたい」との開発サイドの考えからあえて戦争を用いたゲームとした。
ただし敵軍兵士に関してはガイコツ（公式サイトでは「どくろ兵士」と呼称）が使われている。開発側はもともと自軍・敵軍どちらの兵士にも人間を使って流血表現も用いるつもりであったが、リアルな戦場でリアルな人間を撃つというのはあまりにも過激で年少者のプレイも想定されるアーケードゲームにふさわしくないと判断されたため、プレイヤーが操作する兵士を含め自軍兵士のみ生身の人間とし、敵軍兵士は正体不明のガイコツ軍団とすることにした。
続編となる『ウォートラン トルーパーズ』や『セイギノヒーロー』もデビューした。

## ストーリー
突如あらわれた謎のドクロ軍団。ドクロ軍団は強力な兵器を持ち、あっと言う間にある地方を占領した。プレイヤーは陸軍兵士となり、愛すべきもの、守るべきもののために、小銃を片手に戦場へ身を投じていく。

## 筐体概要
以下の二種類の筐体が存在する。
- DX型（デラックスがた）

大型のスクリーン画面と独立した銃を置く台によって構成されたタイプ。大型で視界が広く取れ、複数人でのゲームも比較的やりやすい。最大の欠点として、スクリーンが画面ヤケを起こしてしまうことが挙げられる。
画面が大きい故に迫力もあるが、ひとりではやや画面全体を視認しにくいという欠点もある。また2枚のスクリーンを使用しているからかスクリーンをまたいで射線を変更すると照準があらぬ場所へ飛んでいくバグが存在した。
- SD型（スタンダードがた）

小型のブラウン管画面と一体化した銃置き台によって構成されたタイプ。現在、比較的多く出回っている。省スペースと経費削減には一役買っているが、画面が暗く見づらく、4人プレイをするには狭いなどの問題もある。
内部は基板2枚の設計になっており、1枚の基板で1つの画面を描画している。LAN通信により左右2つの画面を同期させている。

## 遊び方の説明
- 攻撃

銃口を画面の方向に向けるとセンサーが反応し、攻撃行動となる。攻撃行動中は敵や敵が撃ってきたミサイル・RPG弾などを射撃することができる。但し、この状態では敵の命中攻撃のダメージも受ける。
ゲーム機に示されている正しい射撃姿勢をとると『射撃姿勢検知機能』が作動して、画面にスコープが出現する。スコープを用いると遠くの敵や得点の高い敵兵士の頭部、敵装甲車両の弱点などを狙撃する際に便利である。その反面、こちらの視界が狭くなったり、近距離の敵兵の発見が遅れるなど短所もある。
一発撃つごとに弾倉から弾薬が1つ減り、全弾撃ち尽くすと『リロード』と表示が出て攻撃できなくなる。この場合は以下に示す回避行動を取って弾薬を補充しなければならない。
- 防御・リロード（弾丸の補充）

敵が自分に命中する攻撃をしてきた時や前述の弾切れが起こった際には、銃を画面外に向けると盾が出現して回避行動となる。この状態では全ての攻撃を防御することができ、弾丸も自動で補充される。但し攻撃はできない。

## 本作の特有のシステム・用語の解説

### 階級システム
本作にはプレイヤーの成績に応じて階級が上下する「階級システム」が搭載されている。プレイヤーのスコアが一定に達するごとに、それに応じて階級が上昇（昇級）していくというもの。但し敵の攻撃を受けて負傷した場合（ダメージを受けた場合）は一階級の降格となる。
スコアが定められたレベルに達すれば作戦行動中であろうとなかろうと昇進するため、ステージクリアごとに昇進する『セイギノヒーロー』や『ウォートラン トルーパーズ』、『ザ・警察官』とは若干階級システムが異なる。
以下に階級の一覧を示した。下に行くほど低い階級である。ほぼアメリカ陸軍と同様の方式を採用しており、元帥が最高位で二等兵が最下位。それぞれゲーム内での階級章が定められている。
- 元帥―大将の中から選ばれる場合が多く、正式な階級でなく敬称の一種であることも。
- 大将―とくに「将軍」と呼ばれる。
- 中将
- 少将
- 准将―通常、ここから大将までをとくに「将官」または「将軍」という。
- 大佐
- 中佐
- 少佐―通常、ここから大佐までをとくに「佐官」という。
- 大尉
- 中尉
- 少尉―通常、ここから上の全階級を「将校」といい、大尉までをとくに「尉官」という。
- 准尉
- 曹長
- 軍曹
- 伍長―通常、ここから准尉までを「下士官」という。
- 兵長
- 上等兵
- 一等兵
- 二等兵

個々に挙げた解説はあくまで一般的なものであり、個々の軍隊により詳細が異なる（例：兵長からが下士官である、准尉も尉官に含める、准尉や准将という階級が存在しない、上級大将という階級が存在する）。詳しくは軍隊の階級を参照。

### チーム（小隊）
本作を同時に複数人数でプレイした場合、自動的に「リーダー制」となる。これにより、リーダーが任命される。

#### リーダー制
2人以上でゲームをプレイした場合、ステージクリア時にチーム内でもっとも上位の階級であるプレイヤー（そういったプレイヤーが複数人いる場合は、その中で一番得点が高いプレイヤー）は自動的に「リーダー（小隊長）」に任命される。
リーダーには以下のような特権が与えられる
- ライフボーナス（リーダーボーナス）

ステージクリア時に、リーダーボーナスとしてライフが1つ支給される。通常、ライフはいくらでも貯められるが、機械の設定によって保有数が制限されているゲームセンターもある。
リーダーには以下のようなリスクを負う
- 命中弾が多い

リーダーはライフボーナスの恩恵を受けるためか、その他の友軍兵士と比較して圧倒的に命中弾（回避しないとダメージを受ける弾）の飛来率が高い。

### 独特の用語
- 作戦

ステージのこと。本作では「作戦」と表現される。
- 作戦成功

ステージクリアのこと。リーダーにはライフボーナスが支給される。
- 退却（作戦失敗）

制限時間（作戦行動時間）内にステージをクリアできなかった場合は「退却」させられる。すなわち、そのステージは「作戦失敗」である。作戦失敗時は「体力減少」と称して参加者全員のライフが1つ削られ、次の作戦に進むことになる。
- 作戦行動時間

制限時間。この時間を過ぎてもボスが撃破できない場合（撃破数対応方式のステージでは目標が達成できなかった場合）は退却させられ、作戦失敗のまま次のステージに進む。
残余作戦行動時間が一分を切ると"Hurry up! Just no time!"という言葉が聞こえてくる。
- 撃破数対応方式

本作は通常、ボスを全て撃破した時点でステージクリアとされる「首領撃破方式」がとられているが、GLASS LANDSステージとAIRPORTステージに限り「撃破数対応方式」という特異な制度が採られている。なお、これらは正式な名称ではなく、説明を円滑にするため便宜的に示した。
これは撃破対象（GLASS LANDSでは対空車両、AIRPORTでは戦闘機・輸送機）の撃破数に応じて作戦の成功や失敗を判定するというもので、時間内に指定された目標数（GLASS LANDSでは対空車両13両全車、AIRPORTでは戦闘機・輸送機合わせて15機以上）を破壊した場合に限り、作戦成功とされる。
- 負傷

ダメージを受けること。敵の命中攻撃に対して回避行動を取らなかった場合や回避が遅れた場合にダメージを受ける。ダメージを受けるとライフがひとつ削られ、1階級降格となる。
拳銃弾・ライフル弾などによる攻撃から、RPG弾、戦車の主砲や戦闘機のミサイルなど、果てはラスボスの毒ガスや巨大な張り手など、並の人間が喰らえば確実に絶命する攻撃まで全て扱いは1ダメージ、つまり1つライフが減らされるだけである。

## ステージ解説
このゲームには以下のステージ（ゲーム中では「作戦」と表現）が存在する。ステージ名は左が日本語の正式タイトル、右が英語のサブタイトルである。それぞれ個別に解説する。

### 海岸線上陸作戦(SEASIDE)
味方戦車とともに海岸線から上陸する作戦。飛来してくる敵の弾の速度も遅く、そ命中する弾自体が非常に少ない。最初の方では命中弾が飛んでくると回避するよう画面に指示が出て、回避行動を取るまでゲームの進行が停止する。
このステージは画面の奥の方に小さく見える敵兵も倒すことができる。絶対に倒さなければならない敵のみをミスなしで倒すと、准尉まで昇進できる。
- BOSS 攻撃ヘリ1機 輸送ヘリ1機

ステージ終盤の塹壕を進んだところで出現する2機のヘリコプター。強力な武装を搭載した攻撃ヘリコプターと武装した兵士を乗せた輸送ヘリコプターが交互に攻撃を仕掛けてくる。弱点は両機共にコクピットで打ち抜けば一撃で撃墜できる。

### 重要情報拠点制圧作戦(HOTEL)
このステージとJUNGLEステージとTOWNステージは、それぞれ機械の設定によって進む順序が異なる。また3つのステージのどこかでライフを落とすドクロ兵士がいる。
敵の情報拠点を制圧する作戦。JUNGLEステージとTOWNステージに比べると難易度の低いステージである。
建物の入口から上へと進むステージで比較的移動が狭いが、階段や通路の奥など狙いにくい場面が多い。
ステージ序盤〜中盤、階段を進みはじめるところでライフを落とす兵士が出現する。
- BOSS VTOL機

ボスは機銃やミサイルで攻撃してくる。
さらに時間をかけると、画面奥でロケットランチャーやマシンガンと落とすドクロ兵士が出現する。

### 野営地奇襲作戦(JUNGLE)
ジャングルの中を進み、野営陣地を確保する作戦。塹壕の中や機銃座からの攻撃など、不意撃ちされる場面が多い。
ステージの中盤では機銃を積んだトラックが出現するが耐久値は低い。
ステージ終盤では多数のロケットランチャーを入手することができる。
- BOSS 特殊部隊兵4体

ヘリで降下してくるドクロ兵の集団であるが、強力なマシンガンとバズーカで連携して攻撃してくる。
おおまなか攻撃位置が決まっているが、移動するため倒しにくい。また、移動中に別の特殊部隊兵が攻撃してくることもあり、序盤の難関である。
単なるドクロ兵が出現することもあるが、ターゲットの特殊部隊兵にはマーカーが表示される。

### 市街地制圧作戦(TOWN)
戦闘により崩壊が進んだ市街地を進軍するステージ。建物の上や残骸の奥から攻撃されることが多い。このステージは夕方の方が見づらくなる（夜だと敵の攻撃で位置がわかるが、夕暮れと燃えている残骸が被ることで敵の発見が遅れる）。
また、ステージの中盤で出現する装甲車は耐久値が高く、その周辺に多数のドクロ兵士が出現するため突破が難しい。
ステージの終盤ではヘリが市街地の広場に墜落し、そこで敵と銃撃戦を行うこととなる。グレネード攻撃の後の命中弾をまぜながら接近してくるドクロ兵士などがおり、難易度が高い。
- BOSS 戦車2両

時間が経つと銃座にドクロ兵士がたち、砲撃と合わせて攻撃してくるようになる。

### 観測基地奪回作戦(SNOW MOUNTAIN)
雪山の上の観測基地を奪回するステージ。ステージの開始と同時に激しい命中弾のラッシュが出迎えてくるので注意が必要。最初はヘリで移動し、ステージの中盤から降下して上陸する。ヘリで降下する前にロケットランチャーを落とす兵士がいる。
このステージ以降からドクロ兵士の命中率が高くなってくる。観測基地を奪還した後は、基地の奥に墜落している輸送機を目指す。
- BOSS 輸送機内部にいる火炎放射兵

普通のドクロ兵士が周囲にいるため、時間が経つほど攻撃することが難しくなる。

### 榴弾砲破壊作戦(MOUNTAIN)
山の上部に築かれた榴弾砲を破壊するステージ。
山の裾から山の上まで進んでいくステージとなる。遠いところから命中弾を撃ちながら進んでくる兵士が多く、近いところにいる兵士の攻撃と合わさることで、このステージで最も脅威的な存在となる。
中盤では榴弾砲が配備されているところから、山の下に現れた装甲車を破壊する上と下が逆転する場面がある。榴弾砲の破壊は、榴弾砲を攻撃することで可能。山に登る前で、榴弾砲が攻撃している場面を目撃することになるが、砲身を攻撃することで序盤でも破壊することが出来る。
- BOSS 小型ヘリ数機

激しい機銃攻撃と高い機動性で、かわるがわる攻撃を仕掛けてくる。また、時間がかかるとミサイルを発射してくるヘリもある。

### 対空車両破壊作戦(GLASS LANDS)
草原に多数配備された対空車両を撃破していくステージ。
対空車両はミサイルの範囲攻撃（複数のプレイヤーがダメージを受ける）、装甲車は機銃の弾幕でプレイヤーを苦しめる。

### 市街地防衛作戦(BRIDGE)
破壊され瓦礫となった市街地を巡り、ドクロ兵士との激しい攻防を繰り広げることになる。最初は橋の向こう側で応戦するものの、次第に不利になり、橋を渡った岸越しに敵と対峙することになる。
- BOSS 戦車3両

耐久値が高く、ドクロ兵士も多く展開する。

### 航空基地破壊作戦(AIRPORT)
一大反攻作戦を展開するために敵航空基地を攻撃するステージ。車両に乗り、制限時間いっぱいにステージを駆け巡る。常に移動するので考えている暇がないが、非常にスピード感に溢れる構成となっている。

### パラシュート部隊迎撃作戦(WOOD)
霧のかすむ森でパラシュートしてくる敵部隊（エア・ボーン）を迎撃するステージ。
中盤からは降下し、装甲車と合流した敵の大軍との戦いという終盤ステージにふさわしい難易度のステージとなる。
またステージの終盤では戦車も登場する。
- BOSS 火炎放射兵4体

今回は全員火炎放射器で武装しており、岩や残骸に身を隠しながらジャングルと同様か代わる代わる攻撃をしかけてくる。

### 敵司令官捕獲作戦(DESERT)
ドクロ軍との戦いを終結させるために奮戦する最終ステージ。
敵はこれまでのさまざまな兵器を用いて反撃に出てくるため、序盤から既に激戦である。また、ステージの中盤、突如ヘリが画面に現れて攻撃してくる場面があり、即座に破壊しないと攻撃できなくなるほどの猛烈な攻撃をしかけてくる。
また、大型の大陸弾道弾のようなモノを輸送している場面もあり、それを撃破する必要もある。
終盤では司令塔で指令を出しているドクロ司令官を捕獲に向かう。敵の数や命中弾の数が多いので、確実に倒していかないと司令官にたどり着けなくなってしまう。
司令官のところまでたどり着くと、司令塔の周りを回りながら戦うことになる。
- BOSS1 ドクロ司令官

ボスは一発で倒すことができるが、多数のドクロ兵士も出現するため、なかなか攻撃するチャンスが得られない。
またすべてのステージをクリアし、このボスも倒すと、砂漠から真のボスが現れる。
- BOSS2 巨大ドクロ

耐久値は100で、回復までするという化け物。
腕により薙ぎ払いや突き、口から吐き出す毒ガス攻撃など見切るまでは非常に防御しづらい攻撃をしてくる。
時折、攻撃する手を換えてくるようなフェイントがある。この攻撃は当たるまでの判定が早いため、防御が難しい。

### ボーナスステージ―緊急事態発生(EMERAGENCY)
複数人でプレイした場合に限り発動する特殊ミッション。

#### ミサイルを全て破壊せよ
飛来してくるミサイルを全て爆破できるとクリアできる。
山の向こう側は撃ちだされた弾道弾を撃墜する任務であり、特定のミサイルにはマシンガンが隠されている。

#### 爆弾を全て破壊せよ
突如、爆撃機から爆弾が落とされてくる。それをすべて破壊する任務である。
降りはじめは小さく、画面上部にあるため見づらいが、ある程度で落ちてくると大きくなるので狙いやすくなる。

#### 防衛ラインを死守せよ
防衛ラインをヘリの上から守るという任務。夕暮れ時の市街地で左から右へなだれ込もうとするどくろ兵士を倒し続ける。

## 敵
- 歩兵

ドクロ兵士のこと。最も遭遇率が高い。兵士により、戦闘服を着用している者、上半身が裸の者、戦闘服に吊りバンドまで装着した完全武装の者がいる。危険度や使用武器に関しては、特に区別が無い。
(1)通常の歩兵
- ライフル兵

AK-47自動小銃を使用して攻撃してくる兵士。最も登場頻度が高い兵士。
- 拳銃兵

拳銃を用いる兵士。あまり登場しない。
- 軽機関銃兵

軽機関銃を使用する兵士。ライフル兵とともに突撃してくることが多い。
- 重機関銃兵

土嚢の陰に固定された重機関銃で攻撃してくる兵士。射撃数のわりに命中弾を撃ってくる確率は低い。
- RPG兵

RPGを撃ってくる兵士。携行弾数が異常に多く、撃破されるまで何度でも射撃してくる。尚、RPG弾は撃ち落すことができる。
- 手榴弾兵

手榴弾を投擲してくる敵兵。一つ投げるだけで、どこかに逃げてしまうことが多い。尚、この手榴弾も撃って爆破することが可能である。
- ナイフ兵

プレイヤーに接近し、銃剣とおぼしき軍用ナイフで切りつけてくる兵士。遠くの敵に気をとられるような場所に潜んでいることが多い。1回だけ切りつけてくると、すぐに逃げてしまう。
(2)ボスとして登場する歩兵
- 特殊部隊兵

JUNGLEステージに登場する。
- 火炎放射兵

SNOW MOUNTAINステージとWOODステージに登場する。